# Anton Vilsmeier
Le Dr. Anton Vilsmeier (12 juin 1894 - 12 février 1962) est un chimiste allemand qui, avec Albrecht Haack, a découvert la réaction de Vilsmeier-Haack.

## Jeunesse
Anton Vilsmeier est le fils d'un propriétaire de moulin, Wolfgang Vilsmeier, et sa femme, Philomena, à Burgweinting, District du Haut-Palatinat. Il fréquente la Volksschule et l'Altes Gymnasium (de) à Ratisbonne . Pendant la Première Guerre mondiale, il sert dans le 11e régiment d'infanterie bavarois (de) et devient prisonnier britannique après la bataille de la Somme, retournant en Allemagne en novembre 1919. À partir de 1920, il étudie la chimie à l'Université de Munich, et à partir de 1922 à l'Université d'Erlangen, où il continue comme assistant après ses études.

## Carrière
Vilsmeier découvre la réaction de synthèse de l'aldéhyde qui porte son nom en 1926, et elle est publiée en 1927, l'année où il commence à travailler pour BASF à Ludwigshafen. Il prend sa retraite en 1959 et meurt en 1962 à Ludwigshafen.